# 옹암항 (옹진군)
옹암항은 인천광역시 옹진군 북도면 장봉1리에 있는 어항이다. 2006년 8월 30일 어촌정주어항으로 지정되었다. 어항관리청은 옹진군수이다.

## 어항 구역
옹암항의 어항 구역은 다음과 같다.
- 수역: 옹암항 서쪽 기점에서 남동쪽으로 206m, 북북동쪽으로 306m, 북쪽으로 500m, 북서쪽으로 304m 지점을 순차적으로 연결하는 선내의 공유수면(225,000m2)

## 어항 시설
- 선착장 (북측) 99m, 선착장 (남측) 87m, 호안 150m

## 기본 계획
- 호안 신설 78m, 매립부지 825m2[2]

## 정비 계획
- 호안 신설 78m, 매립부지 825m2[2]

## 주요 어종
- 망둥어, 굴, 소라